# (99981) 1981 EF20
(99981) 1981 EF20 es un asteroide perteneciente al cinturón de asteroides descubierto por Schelte John Bus el día 2 de marzo de 1981 desde el Observatorio de Siding Spring.

## Designación y nombre
Designado provisionalmente como 1981 EF20.

## Características orbitales
1981 EF20 está situado a una distancia media de 2,735 ua, pudiendo alejarse un máximo de 3,069 ua y acercarse un máximo de 2,402 ua. Tiene una excentricidad de 0,121.

## Características físicas
Este asteroide tiene una magnitud absoluta de 15,4.